# Guðmundur dýri Þorvaldsson
Guðmundur Þorvaldsson dýri (1137 - 1212) fue un caudillo medieval y goði de los Dýrfirðingar, Islandia a finales del siglo XII y principios del XIII. Es uno de los protagonistas de la disputa con Önundur Þorkelsson y que acabó en tragedia, con la quema de la hacienda de Önundur, un cruento episodio de la historia de Islandia conocido como Önundarbrenna.
Guðmundur era hijo de Þorvald auðgi Guðmundsson (m. 1161) y Þuríð, hija de Guðmundur Þorgeirsson. Era un hombre rico y tenía su hacienda en Bakki í Öxnadal, Öxnadalur. En Laugaland, Eyjafjarðarsýsla vivía Önundur Þorkelsson. Önundur tenía un hijo llamado Þorfinn y Guðmundur una hija ilegítima llamada Ingibjörg. Þorfinn quería casarse con ella pero tenía demasiadas implicaciones políticas con su aett por lo que Guðmundur no lo autorizó, pero padre e hijo usaron influencias con terceras personas para forzar el acuerdo. Önundur dio cobijo a los recién casados y para que se manteniesen por su cuenta se desplazó a Langahlíð en Hörgárdal, donde expulsó al bóndi que ocupaba las tierras aunque no tenía derecho de hacerlo. 
A partir de ahí comenzaron a radicalizarse las diferencias y ofensas entre Önundar y Guðmundur, con el robo de los mismos caballos que Önundar pagó por compensación y luego se burlaba de Guðmundur que tras varias afrentas, reunió una partida con hombres de Kolbeinn Tumason y se dirigió a Lönguhlíðar el 7 de mayo de 1197. Önundur estaba en casa con Þorfinn, pero tenía poca gente con ellos y se dirigían a la ciudad para guarecerse de extraños cuando llegaron los hombres de Guðmundur y prendieron fuego a la hacienda, Þorfinn dijo que estaba enfermo y que su esposa no estaba en casa, Guðmundur contestó que se alegraba porque no podría soportar que estuviese por lo que iba a hacer. Dejaron salir a las mujeres y otras personas en paz, pero cuando salieron Þorfinn y los suyos, los aniquilaron. El tema llegó al Althing y se pidió la intervención de Jón Loftsson que ya era anciano y débil, impuso fuertes multas pero murió poco después y nunca se pagaron.
Guðmundur se hizo monje en sus últimos años en el monasterio de Þingeyrar hasta su muerte en 1212. Su esposa era hija de Páll Sölvason, pero tuvo muchas amantes y las sagas nórdicas citan que «tenía el defecto de amar a las mujeres, más que a sí mismo» y tuvo varias hijas con otras mujeres, como Signý e Ingibjör, la última casaría con Hallur Kleppjárnsson, goði de Hrafnagil.
Su vida se relata en Guðmundar saga dýra de la saga Sturlunga.